# Campionato mondiale di curling maschile 2024
Il Campionato mondiale di curling maschile 2024 è stata la 66ª edizione del torneo. Si è svolta a Sciaffusa, in Svizzera, dal 30 marzo al 7 aprile 2024.
La Svezia ha conquistato il titolo per la tredicesima volta, sconfiggendo in finale il Canada con il risultato di 6–5.

## Squadre qualificate
| Canada | Corea del Sud | Germania | Giappone | Italia |
| --- | --- | --- | --- | --- |
| St. John's CC, Saint John's Skip: Brad Gushue Third: Mark Nichols Second: E. J. Harnden Lead: Geoff Walker Alternate: Kyle Doering                 | Gangwon Curling', Gangwon Skip: Park Jong-duk Third: Jeong Yeong-seok Second: Oh Seung-hoon Lead: Seong Ji-hoon Alternate: Lee Ki-bok      | CC Füssen, Füssen Skip: Marc Muskatewitz Third: Benjamin Kapp Second: Felix Messenzehl Lead: Johannes Scheuerl Alternate: Mario Trevisiol            | Tokoro CC, Tokoro Skip: Shinya Abe Fourth: Tetsuro Shimizu Second: Haruto Ouchi Lead: Sota Tsuruga Alternate: Asei Nakahara                   | Trentino Curling Cembra, Cembra Skip: Joël Retornaz Third: Amos Mosaner Second: Sebastiano Arman Lead: Mattia Giovanella Alternate: Francesco De Zanna |
| Nuova Zelanda | Norvegia | Paesi Bassi | Rep. Ceca | Scozia |
| Maniototo CI, Naseby & Alexandra CR, Alexandra Skip: Anton Hood Third: Ben Smith Second: Brett Sargon Lead: Hunter Walker Alternate: Peter de Boer | Trondheim CK, Trondheim Skip: Magnus Ramsfjell Third: Martin Sesaker Second: Bendik Ramsfjell Lead: Gaute Nepstad Alternate: Wilhelm Næss  | CC PWA Zoetermeer, Zoetermeer Skip: Wouter Gösgens Third: Laurens Hoekman Second: Jaap van Dorp Lead: Alexander Magan Alternate: Tobias van den Hurk | CC Zbraslav, Zbraslav & CC Dion, Praga Skip: Lukáš Klíma Third: Marek Černovský Second: Martin Jurík Lead: Lukáš Klípa Alternate: Radek Boháč | Curl Edinburgh, Edimburgo Skip: Bruce Mouat Third: Grant Hardie Second: Bobby Lammie Lead: Hammy McMillan Jr. Alternate: Kyle Waddell                  |
| Stati Uniti | Svezia | Svizzera | | |
| Duluth CC, Duluth Skip: John Shuster Third: Chris Plys Second: Colin Hufman Lead: John Landsteiner Alternate: Matt Hamilton                        | Karlstads CK, Karlstad Skip: Niklas Edin Third: Oskar Eriksson Second: Rasmus Wranå Lead: Christoffer Sundgren Alternate: Daniel Magnusson | CC Genève, Ginevra Fourth: Benoît Schwarz Skip: Yannick Schwaller Second: Sven Michel Lead: Pablo Lachat Alternate: Tom Winkelhausen                 | | |

## Girone all'italiana

### Classifica
| Legenda | Legenda                      |
| ------- | ---------------------------- |
|         | Qualificata alla fase finale |

| Nazione       | Skip              | V  | P  | V–P | PF | PS | EV | EP | BE | ER | %T    | DSC   |
| ------------- | ----------------- | -- | -- | --- | -- | -- | -- | -- | -- | -- | ----- | ----- |
| Svezia        | Niklas Edin       | 11 | 1  | –   | 94 | 65 | 56 | 41 | 7  | 11 | 87.8% | 14.63 |
| Canada        | Brad Gushue       | 10 | 2  | 1–0 | 89 | 52 | 55 | 39 | 5  | 15 | 89.2% | 17.79 |
| Scozia        | Bruce Mouat       | 10 | 2  | 0–1 | 90 | 59 | 51 | 42 | 6  | 9  | 87.0% | 24.49 |
| Germania      | Marc Muskatewitz  | 8  | 4  | 1–0 | 81 | 71 | 53 | 44 | 8  | 16 | 84.0% | 25.53 |
| Italia        | Joël Retornaz     | 8  | 4  | 0–1 | 80 | 66 | 48 | 48 | 8  | 8  | 86.7% | 30.95 |
| Stati Uniti   | John Shuster      | 7  | 5  | –   | 74 | 60 | 47 | 40 | 9  | 16 | 85.2% | 25.92 |
| Svizzera      | Yannick Schwaller | 6  | 6  | –   | 81 | 70 | 47 | 52 | 6  | 6  | 87.2% | 15.44 |
| Paesi Bassi   | Wouter Gösgens    | 5  | 7  | –   | 66 | 78 | 47 | 46 | 8  | 11 | 81.3% | 24.20 |
| Rep. Ceca     | Lukáš Klíma       | 4  | 8  | 1–0 | 75 | 82 | 46 | 54 | 6  | 6  | 79.6% | 32.15 |
| Norvegia      | Magnus Ramsfjell  | 4  | 8  | 0–1 | 75 | 94 | 46 | 54 | 3  | 6  | 82.8% | 30.52 |
| Giappone      | Shinya Abe        | 3  | 9  | –   | 64 | 87 | 44 | 51 | 11 | 9  | 81.1% | 48.84 |
| Corea del Sud | Park Jong-duk     | 2  | 10 | –   | 66 | 97 | 46 | 54 | 8  | 5  | 80.3% | 23.06 |
| Nuova Zelanda | Anton Hood        | 0  | 12 | –   | 45 | 99 | 33 | 54 | 7  | 2  | 74.4% | 34.17 |

### Risultati
|               | CAN | CZE  | GER  | ITA  | JPN   | NED | NZL  | NOR  | SCO  | KOR   | SWE  | SUI  | USA  |
| ------------- | --- | ---- | ---- | ---- | ----- | --- | ---- | ---- | ---- | ----- | ---- | ---- | ---- |
| Canada        |     | 9–8  | 8–5  | 6–7  | 9–3   | 7–4 | 7–4  | 7–4  | 8–4  | 7–4   | 5–6  | 8–1  | 8–2  |
| Rep. Ceca     | 8–9 |      | 4–6  | 7–8  | 8–6   | 5–8 | 7–4  | 10–8 | 3–6  | 10–6  | 6–8  | 4–7  | 3–6  |
| Germania      | 5–8 | 6–4  |      | 8–7  | 8–1   | 9–4 | 9–2  | 6–8  | 8–7  | 8–6   | 5–8  | 7–6  | 2–10 |
| Italia        | 7–6 | 8–7  | 7–8  |      | 6–4   | 8–5 | 10–4 | 8–2  | 3–8  | 8–5   | 5–7  | 6–5  | 4–5  |
| Giappone      | 3–9 | 6–8  | 1–8  | 4–6  |       | 5–7 | 8–3  | 7–4  | 5–7  | 10–11 | 5–9  | 4–10 | 6–5  |
| Paesi Bassi   | 4–7 | 8–5  | 4–9  | 5–8  | 7–5   |     | 7–5  | 6–8  | 3–5  | 9–4   | 1–8  | 5–8  | 7–6  |
| Nuova Zelanda | 4–7 | 4–7  | 2–9  | 4–10 | 3–8   | 5–7 |      | 5–9  | 2–8  | 2–5   | 7–11 | 3–8  | 4–10 |
| Norvegia      | 4–7 | 8–10 | 8–6  | 2–8  | 4–7   | 8–6 | 9–5  |      | 8–9  | 8–7   | 8–10 | 5–10 | 3–9  |
| Scozia        | 4–8 | 6–3  | 7–8  | 8–3  | 7–5   | 5–3 | 8–2  | 9–8  |      | 10–3  | 8–6  | 8–7  | 10–3 |
| Corea del Sud | 4–7 | 6–10 | 6–8  | 5–8  | 11–10 | 4–9 | 5–2  | 7–8  | 3–10 |       | 4–7  | 7–9  | 4–9  |
| Svezia        | 6–5 | 8–6  | 8–5  | 7–5  | 9–5   | 8–1 | 11–7 | 10–8 | 6–8  | 7–4   |      | 8–7  | 6–4  |
| Svizzera      | 1–8 | 7–4  | 6–7  | 5–6  | 10–4  | 8–5 | 8–3  | 10–5 | 7–8  | 9–7   | 7–8  |      | 3–5  |
| Stati Uniti   | 2–8 | 6–3  | 10–2 | 5–4  | 5–6   | 6–7 | 10–4 | 9–3  | 3–10 | 9–4   | 4–6  | 5–3  |      |

## Fase finale
|  | Play-off | Play-off    | Play-off |        |   | Semifinali | Semifinali      | Semifinali      |                 |        | Finale | Finale | Finale |  |
|  |          |             |          |        |   |            |                 |                 |                 |        |        |        |        |  |
|  |          |             |          |        |   | 1          | Svezia          | 5               |                 |        |        |        |        |  |
|  |          |             |          |        |   | 1          | Svezia          | 5               |                 |        |        |        |        |  |
|  |          |             | 5        | Italia | 3 |            |                 |                 |                 |        |        |        |        |  |
|  | 4        | Germania    | 5        | Italia | 3 | 3          |                 |                 |                 |        |        |        |        |  |
|  | 4        | Germania    |          |        |   |            |                 |                 |                 |        |        |        |        |  |
|  | 5        | Italia      | 8        |        |   |            |                 |                 |                 |        |        |        |        |  |
|  | 5        | Italia      | 8        |        | 1 | Svezia     | 6               |                 |                 |        |        |        |        |  |
|  |          |             |          |        |   |            |                 |                 |                 |        |        |        |        |  |
|  |          |             | 2        | Canada | 5 |            |                 |                 |                 |        |        |        |        |  |
|  |          |             |          | Canada | 5 |            |                 |                 |                 |        |        |        |        |  |
|  |          |             |          |        |   |            |                 |                 |                 |        |        |        |        |  |
|  |          |             |          |        |   |            |                 |                 |                 |        |        |        |        |  |
|  |          | 2           | Canada   | 9      |   |            | Finale 3º posto | Finale 3º posto | Finale 3º posto |        |        |        |        |  |
|  |          |             |          | 9      |   |            |                 |                 |                 |        |        |        |        |  |
|  |          |             | 3        | Scozia | 4 |            |                 |                 |                 |        |        |        |        |  |
|  | 3        | Scozia      | 3        | Scozia | 4 | 8          |                 |                 | 5               | Italia | 7      |        |        |  |
|  | 3        | Scozia      |          |        |   |            |                 |                 | 5               | Italia | 7      |        |        |  |
|  | 6        | Stati Uniti | 4        |        |   | 3          | Scozia          | 6               |                 |        |        |        |        |  |

## Classifica finale
| Pos. | Squadra       |
| ---- | ------------- |
| 1    | Svezia        |
| 2    | Canada        |
| 3    | Italia        |
| 4    | Scozia        |
| 5    | Germania      |
| 6    | Stati Uniti   |
| 7    | Svizzera      |
| 8    | Paesi Bassi   |
| 9    | Rep. Ceca     |
| 10   | Norvegia      |
| 11   | Giappone      |
| 12   | Corea del Sud |
| 13   | Nuova Zelanda |